# The Four Yorkshiremen
| The Four Yorkshiremen |
| --- |
| Michael Palin, John Cleese, Eric Idle och Terry Jones framför sketchen under en Monty Python-show 2014. - Betydelse – sketch med fyra män som på Yorkshiredialekt försöker bräcka varandra i konsten att ha påvrast uppväxt - Bakgrund – At Last the 1948 Show (1967) - Författare – Tim Brooke-Taylor, John Cleese, Graham Chapman och Marty Feldman |

The Four Yorkshiremen är en klassisk sketch i brittisk humor, skriven av Tim Brooke-Taylor, John Cleese, Graham Chapman och Marty Feldman. Den framfördes ursprungligen 1967, i deras TV-serie At Last the 1948 Show.
Sketchen har senare kommit att förknippas med komedigruppen Monty Python (där Cleese ingår och Chapman ingick), som brukade framföra den vid sina liveuppträdanden, däribland på Monty Python i Hollywood. Däremot förekom den aldrig i deras TV-serie Monty Pythons flygande cirkus.

## Handling
Sketchen är en parodi på nostalgiska samtal. Den presenteras av fyra män som sitter och dricker tillsammans, och talar på Yorkshiredialekt om sin svåra barndom. Det hela får en blygsam start, men vartefter samtalet fortskrider försöker de ständigt  överträffa varandras fattigdom och hårda uppväxtförhållanden. Därigenom överdriver de historierna, vilka blir alltmer absurda. I slutrepliken säger de fritt översatt att "när vi berättar för våra barn om hur det var förr, så tror de oss inte".
| ”                        | Vi var så fattiga så vi bodde sju personer i en skokartong, och vi hade så långt till skolan, så vi var tvungna att stiga upp tre timmar innan vi vaknade för att komma i tid. | „ |
| – The Four Yorkshiremen. | |   |

## Framföranden

### At Last the 1948 Show
Den ursprungliga versionen av sketchen The Four Yorkshiremen skrevs och framfördes i ett avsnitt av den brittiska komediserien At Last the 1948 Show 1967. Presentatörer var seriens fyra manusförfattare/artister: Tim Brooke-Taylor, John Cleese, Graham Chapman och Marty Feldman. Barry Cryer som är servitören i denna ursprungliga version kan också ha bidragit till manuset. Sketchen är en av de som bevarats från programmet och finns utgiven på At Last the 1948 Show DVD.

### I'm Sorry I'll Read That Again
Sketchen framfördes i BBC Radios program I'm Sorry I'll Read That Again 1969, av John Cleese, Graeme Garden, Tim Brooke-Taylor, Bill Oddie och David Hatch.

### Monty Python
Den har senare framförts vid olika offentliga framträdanden, ofta med större delen av ensemblen från Monty Python. Vid 1979 års upplaga av The Secret Policeman's Ball framfördes sketchen av kvartetten Michael Palin, John Cleese, Rowan Atkinson och Terry Jones. På 1982 års Monty Python i Hollywood är Brooke-Taylors och Feldmans roller besatta av Michael Palin (den ende i MP-ensemblen som faktiskt är från Yorkshire) och Terry Gilliam (som även, som den amerikan han är, gav sig på att använda Yorkshire-dialekt). 

### Andra framföranden
1989 framfördes sketchen i talkshowen Wogan av Terry Wogan, Stephen Fry, Gareth Hale och Norman Pace.
Sketchen återupplivades 2001, för Amnestys show We Know Where You Live. Då framfördes sketchen av Harry Enfield, Alan Rickman, Eddie Izzard och Vic Reeves, och vissa uppdateringar gjordes i manuset.
I mars 2015 återupplivades sketchen åter i ett program anordnat av Comic Relief, Red Nose Day 2015. Här agerade Davina McCall, John Bishop, David Walliams och Eddie Izzard.
"The Four Yorkshiremen" har även överförts till andra språk. I 2 mars-avsnittet 2017 av den katalanska satirserien Polònia framfördes den i mer eller mindre fri tolkning av fyra katalanska politiker som försöker bräcka varandra i konsten att vara mest vänsterinriktad. Denna gång innehades de fyra rollerna av Lara Díez (i rollen som Anna Gabriel från CUP), David Marcé (som Albano Dante Fachín från En Comú Podem), David Olivares (som Xavier Domènech från Podem) och Ivan Labanda (som Gabriel Rufian från ERC).